# Тхуж (Мазовецьке воєводство)
Тхуж (пол. Tchórz) — село в Польщі, у гміні Бельськ Плоцького повіту Мазовецького воєводства.
Населення — 151 особа (2011).
У 1975-1998 роках село належало до Плоцького воєводства.

## Демографія
Демографічна структура станом на 31 березня 2011 року:
|          | Загалом | Допрацездатний вік | Працездатний вік | Постпрацездатний вік |
| -------- | ------- | ------------------ | ---------------- | -------------------- |
| Чоловіки | 78      | 19                 | 49               | 10                   |
| Жінки    | 73      | 15                 | 37               | 21                   |
| Разом    | 151     | 34                 | 86               | 31                   |